# Dåstrup Sogn
Dåstrup Sogn er et sogn i Roskilde Domprovsti (Roskilde Stift).
I 1800-tallet var Dåstrup Sogn anneks til Ørsted Sogn. Begge sogne hørte til Ramsø Herred i Roskilde Amt. Dåstrup Sogn tilhørte Ørsted-Dåstrup Kommune fra 1842 til 1970. Kommunen blev ved kommunalreformen i 1970 indlemmet i Ramsø Kommune, der ved strukturreformen i 2007 indgik i Roskilde Kommune.
I Dåstrup Sogn ligger Dåstrup Kirke.
I sognet findes følgende autoriserede stednavne:
- Amager Huse (bebyggelse)
- Assendløse (bebyggelse, ejerlav)
- Birkede (bebyggelse, ejerlav)
- Birkevad (bebyggelse)
- Bladmose Huse (bebyggelse)
- Dåstrup (bebyggelse, ejerlav)
- Kokholm (bebyggelse)
- Radhuse (bebyggelse)
- Søster Svenstrup (bebyggelse, ejerlav)
- Truelstrup (bebyggelse, ejerlav)